# Kim Hyun
Đây là một tên người Triều Tiên, họ là Kim.
Kim Hyun  (tiếng Hàn: 김현; sinh ngày 3 tháng 5 năm 1993) là một cầu thủ bóng đá Hàn Quốc thi đấu ở vị trí tiền đạo cho Asan Mugunghwa ở K League 2.

## Danh hiệu
Hàn Quốc
- Giải vô địch bóng đá U-19 châu Á Vô địch: 2012